# Музей естественной истории в Кигали
Музей естественной истории (руанда Ingoro y’Amateka Kamere), также известный как Дом Кандта, открыт в 2008 году в городе Кигали, в доме, принадлежавшем некогда немецкому врачу и исследователю Рихарду Кандту. Является одним из подразделений Института национальных музеев Руанды.

## О музее

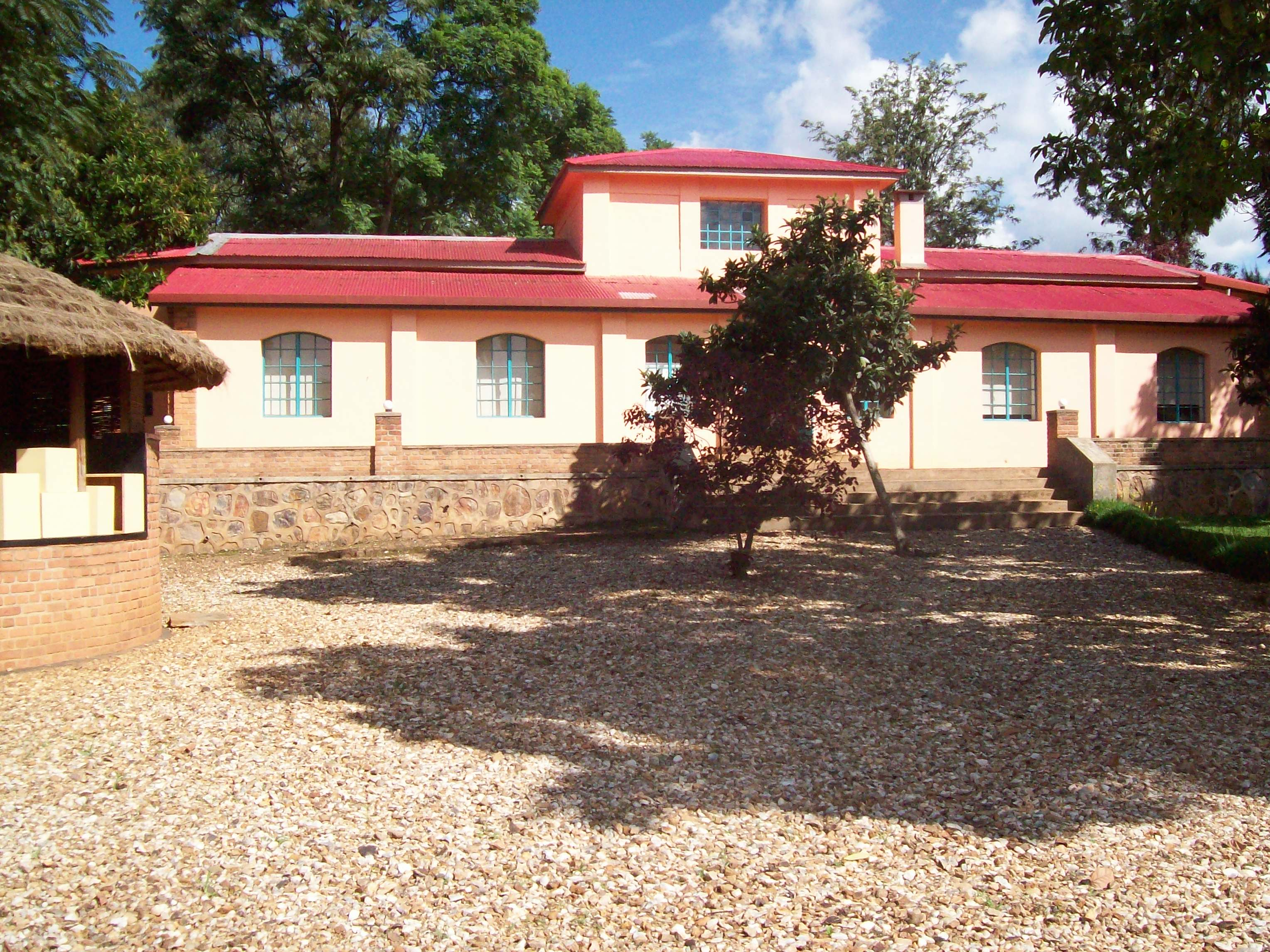
Музей естественной истории, вид со двора

Доктор Рихард Кандт в 1908 году основал Кигали как административный центр Германской Восточной Африки. В 2008 году в доме, где когда-то жил немецкий исследователь, Институт национальных музеев Руанды создал музей, который должен знакомить посетителей с природным разнообразием Руанды.
Северное крыло музея посвящено фауне Руанды, южное — ископаемым ресурсам страны, а западные залы — геологическим процессам Восточно-Африканской рифтовой долины.
Музей открыт с понедельника по пятницу с 9 до 17 часов.